# Münz- und Medaillensignatur

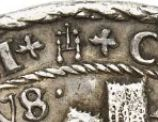
Signatur des Hustalers um 1537, Werkstatt Hieronymus Magdeburger, eine der ersten signierten deutschen Medaillen

Die Münz- und Medaillensignatur kennzeichnet auf Münzen und Medaillen das Werk des Münzgraveurs, Medailleurs und Stempelschneiders namentlich als Urheber in Form einer Signatur. Zusätze hinter der Signatur weisen auf den Anteil an der Arbeit für die Herstellung der Medaille hin oder geben Auskunft über die Vorlage für die Gravur.

## Erläuterung
In der bildenden Kunst ist die Signatur ein Namenszeichen oder der Name des Künstlers zur Kennzeichnung der Urheberschaft seines Werkes. Signaturen auf Münzen sind schon im antiken Griechenland seit dem 5. Jahrhundert v. u. Z. in Einzelfällen vorhanden.
Üblich werden Signaturen erst in der Renaissance und vorerst nur auf den Medaillen, zum Beispiel auf der Dreifaltigkeitsmedaille von 1544 des bekannten Leipziger Goldschmieds Hans Reinhart des Älteren oder auf der talerförmigen Medaille, dem sogenannten Hustaler, der erstmals um 1537 zum Gedenken an den Tod des böhmischen Reformator Jan Hus geprägt wurde. Die Signatur (H–R) der Dreifaltigkeitsmedaille  wurde nicht aufgeprägt, sondern noch vertieft eingearbeitet.

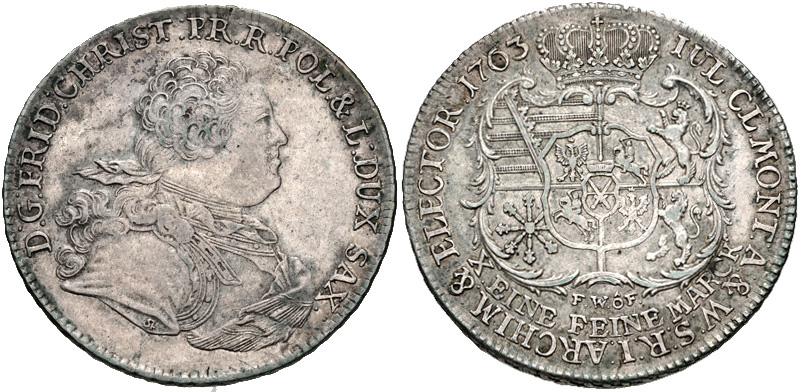
St am Armabschnitt steht für den Münzgraveur Johann Friedrich Stieler. Der kursächsische Taler von 1763 stammt aus der Münzstätte Dresden. Das Signum S verwendete Stieler für Leipzig.

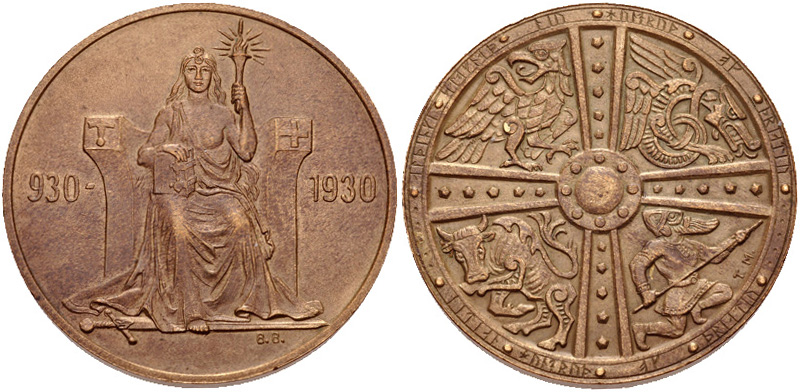
Island, 2 Krónur o. J. (1930), Jahrtausendfeier des isländischen Staates, auf beiden Seiten signiert, Münzstätte Muldenhütten

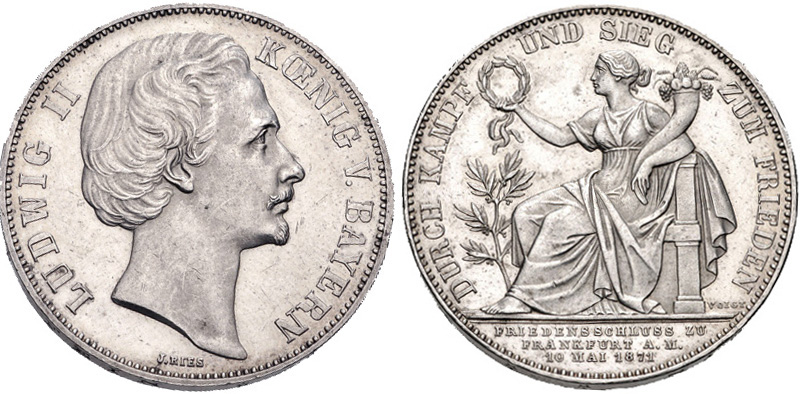
Bayern, Ludwig II., Taler 1871, signiert mit J. RIES (Johann Adam Ries) und auf der Gegenseite mit VOIGT (Karl Friedrich Voigt), gemeinschaftliche Arbeit.

Auf Münzen erscheinen sie erst wieder vereinzelt im 17. und 18. Jahrhundert wie zum Beispiel auf dem breiten Schautaler von 1681/83 geprägt unter Friedrich I. (1675–1691), Herzog von Sachsen-Gotha-Altenburg, signiert mit den Buchstaben IGS (J. G. Sorberger, Münzgraveur der Gothaer Münze) oder auf kurpfälzischen Münzen als AS bzw. S. für den Münzgraveur Anton Schäffer sowie auf kursächsischen Münzen der Münzstätte Dresden als St und der Münzstätte Leipzig als S für den Münzgaveur Johann Friedrich Stieler.
Häufiger werden Signaturen auf Münzen erst ab dem 19. Jahrhundert. Beispiele sind
- das L (Loos) im Armabschnitt des Brustbilds auf preußischen Friedrich d’ors von 1800 bis 1814
- die Signatur ST. SCHWARTZ unter dem Halsabschnitt des Bildnisses auf bulgarischen Münzen zu 1 Lew

und 2 Lewa von 1910
- die Signatur A. BOVY am Rand des Münzbildes der Schweizer 5-Franken-Münzen von 1850 bis 1851
- die Buchstaben B. B. (Baldvin Bjornsson) unten rechts unter der thronenden weiblichen Gestalt und auf der Gegenseite vor dem Wikinger T. M. (Tryggvi Magnusson) der isländischen Münze zu 2 Krónur o. J. (1930).

Auch auf Euromünzen, die Luc Luycx gestaltete, befindet sich eine Signatur (LL).
Die Signatur auf Münzen und Medaillen befindet sich im Büstenabschnitt des Bildnisses oder im Halsabschnitt des Kopfbildes, unterhalb der Bodenlinie einer Szene und an anderen meist versteckten Stellen und bestehen aus Buchstaben, die kleiner als die in der Legende sind. Eine Signatur auf der Vorderseite und eine andere auf der Rückseite weisen auf gemeinschaftliche Arbeit der genannten Künstler hin.

### Verwechselungsgefahr
Grundsätzlich ist bei Münzen zwischen
- Münzzeichen (Münzstättenzeichen), die in der Regel nur aus einem Buchstaben bestehen,
- dem Münzmeisterzeichen zur Kennzeichnung der ordnungsgemäßen Prägung des Münzmeisters
- und der Münz- und Medaillensignatur zu unterscheiden.

Verwechselungsgefahr besteht zum Beispiel, wenn der Münzmeister sein Zeichen versteckt angeordnet oder als Monogramm gestaltet hat, wie das eher bei der Künstlersignatur der Fall ist. Ein Beispiel dafür zeigt der Weidenbaumtaler mit dem verschlungenen Münzmeisterzeichen „TS“ von Terenz Schmidt, dem Münzmeister der Münzstätte Kassel (1621–1634).
Ausnahmsweise kann es jedoch vorkommen, dass das Münzmeisterzeichen und die Signatur des Münzstempelschneiders auf einer Münze identisch sind. So zum Beispiel bei kurpfälzischen Münzen mit dem Prägekennzeichen „A S“. Das sind die Signatur und zugleich auch das Münzmeisterzeichen des kurpfälzischen Hof-Medailleurs, Münzstempelschneiders und Münzmeisters Anton Schäffer in einer Person. Siehe als Beispiel dazu die Abbildung des Flussgolddukaten von 1763.

### Zeitliche Einordnung undatierter Gepräge
Mitunter fehlt auf Münzen oder Medaillen die Angabe des Prägejahrs. Eine bekannte Signatur des Stempelschneiders kann für die Bestimmung eines undatierten Stückes von Bedeutung sein. Ein Beispiel ist die Signatur auf dem Gluckhennentaler, mit der die zeitlich Einordnung und damit auch der Prägeanlass nachweisbar geworden ist.

## Zusätze hinter Signaturen

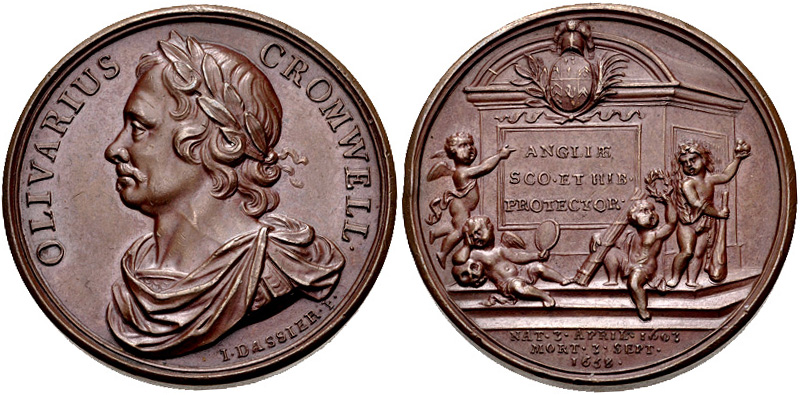
Medaille von Jean Dassier o. J. (1731), signiert mit I. DASSIR F(ecit). Oliver Cromwell, Lordprotector 1653–1658 (siehe auch Cromwelltaler)

Die übliche Herstellungsformel des Medailleus ist fecit, meist mit fec. oder f. abgekürzt. Das heißt, der genannte Künstler hat das Modell angefertigt oder den Stempel geschnitten. Manchmal nennt sich auch der Auftraggeber der Medaille mit fieri fecit. Sind zwei oder mehr Signaturen auf einer Seite der Medaille vorhanden, sind den Signaturen unterschiedliche Zusätze (Formeln), wie zum Beispiel fecit und invenit oder perfecit usw. beigefügt. Das bedeutet, dass die in der jeweiligen Signatur genannte Person die Medaille geschaffen hat (fecit), die Zeichnungsvorlage für das Modell vom Künstler stammt (invenit) oder die Medaille vollendet hat (perfecit). Unter der Vollendung der Medaille ist zu verstehen, dass der Guss durch den Genannten erfolgte.
Ein oft zitiertes Beispiel für das Zusammentreffen der drei Herstellungsformeln fecit, invenit und perfecit liefert die Nürnberger Rathausmedaille von 1619: „Jacob Wolff inv., G. Holdermann f., Ie. Berckhausen perf“.
Ad vivum in Verbindung mit fecit bedeutet, dass es sich um ein nach dem Leben graviertes Porträt handelt. Wurde eine Büste als Vorlage für die Medaille verwendet, steht hinter dem Namen des Bildhauers skulpsit und hinter dem des Medailleurs fecit.
Seit dem 19. Jahrhundert erscheint mitunter noch die Abkürzung dir. als Zusatz hinter einer Signatur, um den Inhaber der Medaillenprägeanstalt zu benennen.

### Zusammenstellung
| Abkürzungen auf Medaillen | Formel (lateinisch) | Bedeutung                                                      |
| ------------------------- | ------------------- | -------------------------------------------------------------- |
| fec.; f.; FEC.; F.        | fecit               | hat (die Medaille) gemacht                                     |
| inv.                      | invenit             | hat (die Medaille) erfunden                                    |
| perf.; PERF.              | perfecit            | hat (die Medaille) vollendet                                   |
| ad viv.; A. V.            | ad vivum            | nach dem Leben (graviertes Porträt)                            |
|                           | skulpsit            | hat die Büste gemacht (nach der die Medaille geschaffen wurde) |
| dir.; DIR.                | direxit             | hat (die Medaille) herrichten lassen                           |

## Anmerkung

### Hinweis auf den Auftraggeber der Münze in der Umschrift
Hier handelt es sich nicht um Zusätze zu Künstlersignaturen. Der Zusatz „fieri fecit“ benennt den Münzherrn als Auftraggeber einer Münze. Er kommt mitunter als Bestandteil der Umschrift auf älteren Talern vor mit:
- FIER(i) FE(cit) = hat (die Münze) gemacht (siehe Philippstaler (Hessen) von 1552, Achtbrüdertaler von 1616–1619 oder auf einem gemeinschaftlich geprägten Guldengroschen (Talermünze) von 1540 mit
- FI(eri) FE(cerunt) = haben (die Münze) machen lassen[3] (siehe Zwittermünze#Beschreibung der Zwittermünze)